# モーガン・3ホイーラー
モーガン・3ホイーラー (Morgan 3 Wheeler)とは、イギリスのモーガン自動車が製造、販売を行っている黎明期のモデルを現代流にリバイバルした三輪自動車である。
エンジンはS&S製のV型2気筒、トランスミッションはマツダ・ロードスターに使用されている5速MTを採用。車体重量は約500 kg。他のモデルよりも納車に時間がかかり、モーガンオートイワセのサイトでは納期が1年半から2年と発表されている。
2014年モデルではフレームシャシが改良され、ねじり剛性が強化された。これにより、操縦性が向上した。